# Tren Solar de la Quebrada
El Tren Solar de la Quebrada es el nombre de un servicio ferroviario turístico que corre sobre el ramal C del Ferrocarril Belgrano entre las localidades de Volcán y Maimará, en la provincia de Jujuy, Argentina; Es el primer tren en América que se alimenta mediante energía solar y es operado por Tren Solar de la Quebrada S.E.

## Historia

### Antecedentes del ramal
Construido y operado a principios del siglo XX por la empresa Ferrocarriles del Estado, en el tramo Jujuy-La Quiaca, en ese entonces perteneciente al Ferrocarril Central Norte Argentino, corrieron numerosos servicios de pasajeros y de cargas, tanto locales como provenientes de Buenos Aires y de La Paz, Bolivia. Décadas más tarde, durante la nacionalización de los ferrocarriles en Argentina ocurrida en 1948, el ramal pasó a formar parte del Ferrocarril General Belgrano, operado por una nueva empresa estatal, Ferrocarriles Argentinos.
Sin embargo, en el contexto de la privatización ferroviaria que aconteció en la Argentina durante la década de los 90, en el año 1993 el gobierno del entonces presidente Carlos Menem dispuso el cese de todos los servicios de larga distancia operados por Ferrocarriles Argentinos. Al año siguiente ingresó el último tren de cargas a la provincia, tras el fracasado intento de privatizar la red para este tipo de servicios. En el año 1995 el Estado Nacional le cedió al Gobierno de la provincia de Jujuy el ramal Jujuy-La Quiaca por 30 años, con la obligación de mantenerlo en buenas condiciones y entregarlo al vencimiento de la concesión en su «estado normal de mantenimiento». Sin embargo la provincia también abandonó por completo el ramal y el paso del tiempo y las inclemencias climáticas destruyeron gran parte de la traza.

### Reconstrucción
En el año 2016 el Gobierno de Jujuy de Gerardo Morales anunció que rescataría el ramal para poner en marcha un servicio de pasajeros turístico. El proyecto sería abordado en tres etapas, la primera desde Volcán hasta Humahuaca, luego entre Humahuaca y La Quiaca y por último entre Volcán y San Salvador de Jujuy. Para concretar el proyecto la empresa nacional Trenes Argentinos Infraestructura donó 86 mil metros de rieles y 60 mil durmientes, el resto sería encarado por la provincia con fondos propios. Los primeros trabajos, a cargo de la Unidad Ejecutora Provincial Tren Jujuy-La Quiaca, iniciaron en marzo de 2017 e incluyeron alcantarillas, consolidación de terreno, y despeje de usurpaciones. En febrero de 2018 comenzó el tendido de vías que continuó hasta mediados de 2019, cuando finalizaron los primeros 10 kilómetros y funcionarios del Gobierno reconocieron demoras en la concreción del proyecto.
A finales del 2021 el Gobierno provincial relanzó el proyecto con un llamado a licitación para una primera etapa más modesta que la original; 42 kilómetros entre Volcán y Tilcara, en un plazo de 24 meses con un presupuesto estimado de 1300 millones de pesos. Las obras, adjudicadas a la UTE JUMI-Roggio, fueron reiniciadas en marzo de 2022 y son financiadas con provenientes de los dividendos del parque solar Caucharí, propiedad de la empresa estatal Jujuy Energía y Minería. A marzo de 2023 registra un avance del 70%. El 7 de diciembre de 2023, con la presencia del gobernador Gerardo Morales, el Gobierno jujeño realizó un viaje inaugural simbólico desde la estación Volcán hasta Purmamarca. Tras numerosas demoras, el tren finalmente comenzó a brindar servicio el 18 de junio de 2024, en primera instancia, entre Volcán y Maimará.

## Servicio
El tren realiza 4 servicios por día, entre las 8 y las 20 horas. Hacer el recorrido de punta a punta, desde Volcán a Tilcara (42 Km.), lleva aproximadamente 2 horas. Un boleto para un día le permite al pasajero hacer todo el recorrido y subir y bajar entre las distintas estaciones las veces que lo desee. Los boletos se pueden adquirir en las estaciones, en la página web oficial o por correo electrónico. Las distintas tarifas en pesos argentinos:
- Para turistas: $65.000
- Nacional: $40.000
- Menor nacional: $33.000
- Jubilados: $30.000
- Para residentes de Jujuy: $10.000
- Gratuito para las personas con certificado de discapacidad

## Material rodante
En el año 2018 el gobernador de Jujuy Gerardo Morales manifestó la intención de que el tren fuera propulsado por energía solar fotovoltaica. En mayo de 2022 el gobierno jujeño le compró a la firma china CRRC Tangshan dos duplas ligeras propulsadas con baterías de litio, las cuales se recargarían en plantas solares ubicadas en diversos puntos de la traza. Son unidades articuladas de seis ejes, con una capacidad para 72 pasajeros sentados y velocidad máxima de 60 km/h. Las duplas fueron embarcadas en China el 23 de septiembre de 2023 y arribaron a la localidad de Volcán el 21 de noviembre.